# Straelenia araucariana
Straelenia araucariana är en insektsart som beskrevs av Victor Lallemand och Synave 1955. Straelenia araucariana ingår i släktet Straelenia och familjen spottstritar. Inga underarter finns listade i Catalogue of Life.